# Nick Pickard
Pour les articles homonymes, voir Pickard.
Nick Pickard (né le 16 avril, 1975 à Oxford, Angleterre) est l'acteur anglais jouant Tony Hutchinson dans la série TV Hollyoaks, visible sur Channel 4. Il est actuellement l'acteur le plus ancien de la série, vu qu'il est apparu dans le tout premier épisode en 1995. Depuis, son personnage de Tony s'est étoffé et les téléspectateurs ont pu le voir avec un grand nombre de petites amies différentes, ou de prises de tête avec d'autres étudiants. 
Pour son tout premier film en 1987, Nick a joué Mio, le rôle principal dans Mio au pays de Nulle Part, en compagnie de Christian Bale et de Christopher Lee. Pour ce film, il est cité comme Nicholas Pickard. En 1994, Pickard a aussi joué un rôle mineur dans EastEnders, où il apparait comme un jeune SDF, qui meurt brulé dans un incendie criminel provoqué dans un but d'arnaque à l'assurance.

## Faits
Il a étudié à la Sylvia Young Theatre School et a travaillé énormément au théâtre avant de rejoindre la série Hollyoaks.
Dans ses moments libres, Nick pratique régulièrement du sport, comme le football ou le squash. Il est responsable de l'équipe de football de MerseyTV et est le capitaine de l'équipe d'Hollyoaks quand sont organisés des celebrity football matches.
Son demi-frère dans Hollyoaks, Dominic Reilly, est son frère dans la vie réelle, John Pickard.

## Filmography
| Année        | Titre                                       | Rôle                             |
| ------------ | ------------------------------------------- | -------------------------------- |
| 1987         | Mio au royaume de nulle part                | Bosse / Mio                      |
| 1990         | You Rang, M'Lord?                           | Jeune travailleur d'usine.       |
| 1991         | Now That It's Morning                       | Ian                              |
| 1993         | Roxette - Almost Unreal (clip vidéo)        | rôle principal                   |
| 1994         | Grange Hill                                 | Mark                             |
| 1994         | EastEnders                                  | Jeune SDF                        |
| 1995-Present | Hollyoaks                                   | Tony Hutchinson                  |
| 1999         | Brookside: Double Take!                     | Rosco Main                       |
| 2001         | Hollyoaks: Movin' On                        | Tony Hutchinson                  |
| 2005         | The Match                                   | Lui-même                         |
| 2007         | The Weakest Link - #1019                    | Lui-même / Participant           |
| 2007         | Soapstar Superchef                          | Lui-même                         |
| 2007         | Xposé                                       | Lui-même                         |
| 2007         | the British Soap Awards 2007                | Lui-même                         |
| 2007         | For King and Country                        | Capitaine Philip Levaul-Grimwood |
| 2008         | Kidnap                                      | Kidnappeur                       |
| 2009         | Hollyoaks: Later                            | Tony Hutchinson                  |
| 2009         | Hollyoaks: The Good, The Bad & The Gorgeous | Tony Hutchinson / Jack Dawson    |
| 2010         | SING FOR ENGLAND - HOLLYOAKS (video clip)   | Lui-même                         |

## Nominations
- 2001 :
  - British Soap Awards : Best Comedy Performance - Hollyoaks
- 2002 :
  - British Soap Awards : Best Comedy Performance - Hollyoaks